# The Man Who Killed Don Quixote
The Man Who Killed Don Quixote és una pel·lícula de gènere fantàstic estrenada en 2018 i dirigida per Terry Gilliam inspirada en la popular novel·la El Quixot de Miguel de Cervantes Saavedra, la cinta va ser concebuda inicialment en 1998 però va sofrir diversos revessos de producció i vuit intents de rodatge fallits al llarg de 19 anys.
Després de 17 anys de producció, la pel·lícula es va estrenar el 19 de maig de 2018 tancant el 71è Festival Internacional de Cinema de Canes.

## Trama
L'home que va matar el Quixot conta la història d'un ancià enganyat convençut que és El Quixot i que confon a Toby, un executiu publicitari, amb el seu fidel escuder, Sancho Panza. La parella s'embarca en un viatge estrany, amb salts cap endarrere i avanci en el temps, entre el segle XXI i el segle XVII. A poc a poc, tant Toby com el famós cavaller, es van contagiant d'aquest món il·lusori, sent incapaços de separar ficció de realitat.

## Repartiment
- Jonathan Pryce com El Quixot.
- Adam Driver com Toby Grisoni.
- Olga Kurylenko com Jacqui.
- Stellan Skarsgård com El cap.
- Antonio Gil com a Guàrdia Civil/Holy Brother.
- Óscar Jaenada com a Gitano[7]
- Rossy de Palma com l'Esposa del granjer.[8]
- Jason Watkins com Rupert.[9]
- Paloma Bloyd com Melissa.
- Mario Tardón com el capellà.
- Laura Galán com la noia grasseta.
- Hovik Keuchkerian como Raúl.
- Manolo Monzón como Gegant 2

## Producció
L'etapa de preproducció va iniciar a la fi dels anys noranta amb un pressupost inicial de $32 milions de dòlars i amb Jean Rochefort, Johnny Depp i Vanessa Paradis en els papers estel·lars. El rodatge es va iniciar en Navarra en el 2000, però després de greus problemes durant l'enregistrament, entre elles la destrucció de l'equip de filmació en una inundació, el retir de Rochefort del projecte degut a malaltia, problemes amb l'asseguradora de la pel·lícula i altres dificultats de finançament, la cinta va ser cancel·lada. L'infructuós intent per gravar la pel·lícula va ser compilat en un documental sota el nom Lost in La Mancha, estrenat en 2002. En un intent en va, el director Terry Gilliam intentaria reviure el projecte novament entre 2005 i 2015, comptant amb els actors Robert Duvall, Michael Palin, John Hurt, Ewan McGregor i Jack O'Connell, fracassant novament. L'actor Johnny Depp es va apartar de manera definitiva del projecte degut a la seva ocupada agenda i l'actor John Hurt es va veure inhabilitat en haver estat diagnosticat amb càncer.
Durant el 69è Festival Internacional de Cinema de Canes, Gilliam va anunciar que els enregistraments es reiniciarien a l'octubre d'aquest any amb Michael Palin com El Quixot, Adam Driver com Grisoni i Olga Kurylenko en el paper femení principal. El projecte va fracassar una vegada més a causa de la impossibilitat del productor Paulo Branco de trobar fons per a la filmació. El març de 2017 els enregistraments van començar per primera vegada en 17 anys, aquesta vegada amb Jonathan Pryce com El Quixot. El 4 de juny del mateix any, Gilliam va anunciar via Facebook que el rodatge finalment havia conclòs.

## Nominacions i premis
| Premi                          | Data                   | Categoria                                   | Receptor(s)                                            | Resultat  | Ref(s) |
| ------------------------------ | ---------------------- | ------------------------------------------- | ------------------------------------------------------ | --------- | ------ |
| Premis Goya                    | 2 de febrer de 2019    | Millor direcció artística                   | Benjamín Fernández                                     | Nominat   | [ 17 ] |
| Premis Goya                    | 2 de febrer de 2019    | Millor direcció de producció                | Yousaf Bokhari                                         | Guanyador | [ 17 ] |
| Premis Goya                    | 2 de febrer de 2019    | Millor vestuari                             | Lena Mossum                                            | Nominat   | [ 17 ] |
| Premis Goya                    | 2 de febrer de 2019    | Millor maquillatge i perruqueria            | Sylvie Imbert, Amparo Sánchez i Pablo Perona           | Guanyador | [ 17 ] |
| Premis Goya                    | 2 de febrer de 2019    | Millor cançó original                       | "Tarde azul de abril", Roque Baños i Tessy Díez Martín | Nominat   | [ 17 ] |
| Location Managers Guild Awards | 21 de setembre de 2019 | Outstanding Locations in Contemporary Film  | Ana Ibañez                                             | Nominat   | [ 18 ] |
| Premis Magritte Award          | 2 de febrer de 2019    | Millor pel·lícula estrangera en coproducció | The Man Who Killed Don Quixote                         | Guanyador | [ 19 ] |
| Filmfest München               | 7 de juliol de 2018    | Millor pel·lícula internacional             | The Man Who Killed Don Quixote                         | Nominat   |        |

## Articles
- «Dreams: The Man Who Killed Don Quixote». smart.co.uk, 2005. (lloc web amb enllaços addicionals sobre la primera producció de la pel·lícula en 2000).
- O'Hagan, Sean. «Terry Gilliam on his Don Quixote disaster». The Guardian, 04-02-2001.

## Mèdia
- Tràiler del documental Lost in La Mancha a Internet Movie Database (inclou arxius d'imatge i vídeo sobre els primers enregistraments de The Man Who Killed Don Quixote en 2000).